# Carangoides fulvoguttatus
Carangue pailletée, Carangue à gouttes d'or
Espèce
Statut de conservation UICN

 LC  : Préoccupation mineure
Carangoides fulvoguttatus, communément nommée Carangue pailletée ou Carangue à gouttes d'or, est une espèce de poisson marin démersale de la famille des Carangidae.

## Description
Carangoides fulvoguttatus est un poisson de taille moyenne pouvant atteindre 120 cm de long, toutefois la taille moyenne est de 90 cm.
Le corps a un profil ovale et allongé, comprimé latéralement, doté de deux nageoires dorsales.
Le pédoncule caudal est étroit et renforcé par des scutelles.
La nageoire caudale est fourchue.
La livrée est grise à bleu-vert sur la partie supérieure avec des points jaune orangé plus ou moins circulaires. La partie ventrale est argentée. Sur les flancs de certains individus de grande taille, il est possible de voir des taches noires.
La nageoire caudale, dorsale et anale sont jaunâtres.
Les juvéniles ont un corps gris argenté parsemé de petits points dorés surtout au-dessus de la ligne latérale.

## Distribution & habitat
La Carangue pailletée fréquente les eaux tropicales et subtropicale de l'océan Indien et de la partie occidentale de l'océan Pacifique.
Elle affectionne les récifs coralliens et rocheux surtout à proximité des pentes externes mais peut être rencontrée aussi dans les lagons profonds entre la surface et 100 m de profondeur.

## Alimentation
Carangoides fulvoguttatus se nourrit de petits poissons, de crabes nageurs, de crevettes mantis et autres crevettes ainsi que de petits calamars.

## Comportement
Elle a une activité diurne, se déplace et chasse généralement en groupe mais peut être observée seule.